# 蛮幽鬼
『蛮幽鬼』（ばんゆうき）は、劇団☆新感線公演による日本の演劇、および日本映画。

## 演劇
『INOUEKABUKI SHOCHIKU-MIX 蛮幽鬼』は、劇団☆新感線30周年記念興行・『いのうえ歌舞伎』シリーズの一本で、2009年に上演された『モンテ・クリスト伯』（巌窟王）をモチーフにした復讐劇である大規模劇場の時代活劇。主演は上川隆也ほか。
2009年9月30日から10月27日まで新橋演舞場での東京公演に続き、2009年11月9日から11月26日には梅田芸術劇場メインホールで大阪公演が上演された。

## 映画
『ゲキ×シネ 蛮幽鬼』（ゲキシネ ばんゆうき、GEKI X CINE BANYUKI)は、舞台演劇をデジタル撮影して劇場スクリーンで上映する『ゲキ×シネ』作品。舞台では見落としがちなシーンであっても入念に編集され、音声もスクリーン用に再調整されている。
キャッチコピーは「終わることのない復讐をめぐる壮大なドラマがここに始まる―」。

## ストーリー
親友の京兼調部を殺したという無実の罪で監獄島に10年幽閉されていた伊達土門。サジの手引きにより脱獄した彼は、飛頭蛮を名乗り友の復讐を誓う。

## キャスト
- 伊達土門（だての どもん） / 飛頭蛮（ひとうばん） - 上川隆也
- 京兼美古都（きょうがね みこと） - 稲森いずみ
- 方白（かたしろ） / 刀衣（とうい） - 早乙女太一
- 稀道活（きのどうかつ） - 橋本じゅん
- ペナン - 高田聖子
- 音津空麿（おとつのからまろ） - 粟根まこと
- 稀浮名（きのうきな） - 山内圭哉
- 遊日蔵人（あすかのくらんど） - 山本亨
- 京兼惜春（きょうがねせきしゅん） - 千葉哲也
- サジと名乗る男 - 堺雅人

- 鳳来国の大王 - 右近健一
- 音津物欲(おとつのものほし） - 逆木圭一郎
- ガラン - 河野まさと
- 浮名の妻・鹿女（しかめ） - 村木よし子
- 果拿の国・舟役人 - インディ高橋
- 惜春の密偵・丹色（にしき) - 山本カナコ
- 果拿の国王 - 礒野慎吾
- ロクロク - 中谷さとみ
- 美古都の侍女・七芽（なのめ） - 保坂エマ
- 監獄島看守 - 村木仁
- 京兼調部（きょうがねしらべ） - 川原正嗣
- 東寺無骨（とうじのぶこつ） - 前田悟
- 果拿の学者 - 武田浩二

- 鳳来国・武士達、豪族達、民衆 - 藤家剛、工藤孝裕、矢部敬三、川島弘之、加藤学、井上象策、安田桃太郎
- 鳳来国・侍女達、踊り女達、民衆 - 安藤由紀、生尾佳子、葛貫なおこ、須水裕子、NAMI、吉野有美

## スタッフ
- 作 - 中島かずき
- 演出 - いのうえひでのり
- 美術 - 堀尾幸男
- 照明 - 原田保
- 衣裳 - 小峰リリー
- 振付 - 川崎悦子
- 日舞振付 - 飛鳥左近
- 音楽 - 岡崎司
- 音響 - 井上哲司
- 音効 - 末谷あずさ、大木裕介
- 殺陣指導 - 田尻茂一、川原正嗣、前田悟
- アクション監督 - 川原正嗣
- ヘア&メイク - 宮内宏明
- 小道具 - 高橋岳蔵
- 特殊効果 - 南義明
- 映像 - 上田大樹
- 音楽部 - 右近健一
- 演出助手 - 山崎総司
- 舞台監督 - 芳谷研
- 宣伝美術 - 河野真一
- 宣伝写真 - 野波浩
- 宣伝メイク - 内田百合香
- 蛮幽像製作・特殊メイク - 中田彰輝、橋本隆公
- 制作 - 真藤美一（松竹）、村上具子（松竹）、柴原智子（ヴィレッヂ）
- 企画 - 細川展裕（ヴィレッヂ）

### 映画スタッフ
- 監督 - 渡部武彦
- 撮影監督 - 野口かつみ
- 技術監督 - 井上充夫
- 音響監督 - 古谷正志
- 技術 - IMAGICA
- 映像版プロデューサー - 金沢尚信
- エグゼクティブプロデューサー - 細川展裕、柴原智子
- 映像製作 - イーオシバイ
- 配給 - ヴィレッヂ、ティ・ジョイ
- 宣伝協力 - 仙台放送、中京テレビ放送、テレビ新広島
- 舞台製作 - 松竹
- 著作 - 松竹、ヴィレッヂ

## 挿入歌
- 『一滴（ひとしずく）の愛』

作詞 - 森雪之丞 / 作曲 - 岡崎司 / 唄 - 森奈みはる
- 『万葉歌舞』

詞 - 万葉集より・読み人知らず / 作曲 - 岡崎司 / 唄 - 木津茂理